# Fonts de llum i balanç de blancs
Les fonts de llum més comunes que es poden trobar i utilitzar en usar una càmera fotogràfica, ja sigui per fer fotografia o enregistrar vídeos, són: la llum dia, la llum de tungstè/interior i la llum de fluorescent. En aquest sentit, no totes les fonts generen una llum de la mateixa tonalitat, cadascuna té una temperatura de color que va des de més blavosa fins a una de més rogenca. Aquesta temperatura es mesura en graus Kelvin, amb la nomenclatura corresponent de "K".
- Quan més blavosa sigui la llum, major serà el número Kelvin.
- Quan més rogenca sigui la llum, menor serà el número Kelvin.[3]

## Tipus de fonts de llum

### Llum dia
Quan ens referim a la llum de dia, es fa referència a la llum que genera el Sol, font de il·luminació que es caracteritza per la variació de temperatura de color en funció de l'hora del dia. D'aquesta manera, trobarem que és més rogenca a les primeres i últimes hores del dia (a l'alba i al capvespre), i més blavosa en les hores centrals. A primera hora del matí o a l'última de la tarda, el Sol posseeix una temperatura de color de 3500 K, mentre que al migdia, la seva tonalitat blavosa té una temperatura de color de 5500 K - 5600 K.

### Llum de tungstè o d'interior
Tant la llum de tungstè com la llum que genera una bombeta halògena, es creen a partir d'un filament incandescent, que proporciona una llum caracteritzada per tenir una tonalitat càlida i rogenca. És així, que la temperatura de color d'un llum de tungstè és de 3200 K, mentre que una bombeta halògena té 2800 K.

### Llum de fluorescent
La llum de fluorescent és molt comú, ja que il·lumina espais de treball, centres comercials, habitatges, etc. Aquesta es caracteritza per tenir una dominant verdosa, i tonalitats fredes o càlides, en funció del vidre amb el qual hagi estat fabricada.

## Balanç de blancs
L' ull humà ajusta la percepció del blanc amb independència del color de la font de il·luminació, a diferència d'una càmera, que registra les llums amb les seves dominants negatives (blavoses o rogenques). El balanç de blancs s'utilitza per ajustar la càmera a un tipus determinat de il·luminació, a través del qual s'incrementa el blau o el vermell a la imatge, aconseguint d'aquesta manera que el blanc sigui blanc, que és el patró sobre el qual la càmera posseeix una referència. Existeixen balanços predeterminats per les diferents situacions de llum (descrites anteriorment) que et pots trobar, així com una posició automàtica, per si et resulta difícil reconèixer la temperatura de la font de llum de l'escena a gravar o a fotografiar.

## Tipus de balanç de llums predeterminats

### Balanç de llum de dia
Quan s'hagi de gravar o fer una fotografia utilitzant el sol com font d'il·luminació (hores centrals del dia), l'ideal serà seleccionar la icona “Sol” del menú de balanç de blancs de la teva càmera. D'aquesta manera estaràs equilibrant la teva càmera a una temperatura de color de 5500 K i, per tant, aplicant un vermell una situació blavosa, per obtenir un blanc pur.

### Balanç de llum interior
Quan sigui necessari rodar o fer fotografies en interiors il·luminats amb bombetes, s'haurà de seleccionar el balanç del llum interior, representat mitjançant la icona d'una bombeta encesa. La situació de llum que genera la bombeta de filament és vermellosa, per tant, la càmera aportarà blau a la imatge per aconseguir que el blanc sigui blanc.

### Balanç de llum fluorescent
És recomanable fer ús del balanç predeterminat fluorescent sempre que existeixi aquesta font de llum al lloc on vas a gravar o fotografiar, ja que no només corregirà la dominant blava o rogenca, sinó que també eliminarà una dominant verdosa que també emet aquest tipus de llum, afegint magenta a la imatge.

### Balanç de blancs automàtic
S'hauria de fer ús d'aquest balanç quan no es pugui reconèixer el tipus de llum que il·lumina l'escena, ja que de manera automàtica, realitzarà un balanç intentant que la imatge sigui el més neutre possible, per tal que no tingui dominants rogenques o blavoses.

### Balanç d'ombra
Aquest balanç s'utilitza quan es va a gravar o fotografiar zones d'ombra o en dies nuvolats, totes dues situacions blavoses i fredes; d'aquesta manera s'aportarà vermell a la imatge, per equilibrar el blanc.

### Balanç de blancs personalitzat
Existeix la possibilitat de realitzar un balanç de blancs de forma manual, fugint així dels balanç predeterminats, oferint a la càmera una mostra del balanç que hagis escollit prèviament. Per tal de portar-ho a terme, s'haurà de fotografiar una superfície blanca i assignar-la com patró de blanc a la teva càmera. D'aquesta manera, la càmera interpretarà que aquest és el blanc que vols aconseguir, i aplicarà els vermells o els blaus necessaris per equilibrar els blancs dels teus vídeos o fotografies. No obstant això, s'ha de tenir en compte que aquest balanç només serà correcte en una situació determinada (és probable que no trobis una de semblant); és per això, que s'haurà d'utilitzar un altre balanç personalitzat, o qualsevol altre balanç predeterminat, si es canvia de localització o font de llum.